# 山形屋市郎右衛門
山形屋 市郎右衛門（やまがたや いちろうえもん、生没年不詳）は江戸時代の江戸の地本問屋。

## 来歴
寛文から正徳年間に江戸の通油町において地本問屋を営業している。延宝後期ころに無落款であるが菱川師宣の作とされる横大判の墨摺絵「よしはらの躰」を出版したことが知られる。